# Mimosa tenuiflora
Mimosa tenuiflora är en ärtväxtart som först beskrevs av Carl Ludwig von Willdenow, och fick sitt nu gällande namn av Jean Louis Marie Poiret. Mimosa tenuiflora ingår i släktet mimosor, och familjen ärtväxter. Inga underarter finns listade i Catalogue of Life.

## Bildgalleri

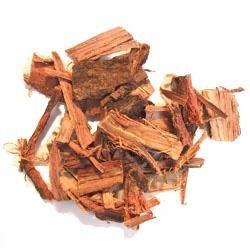
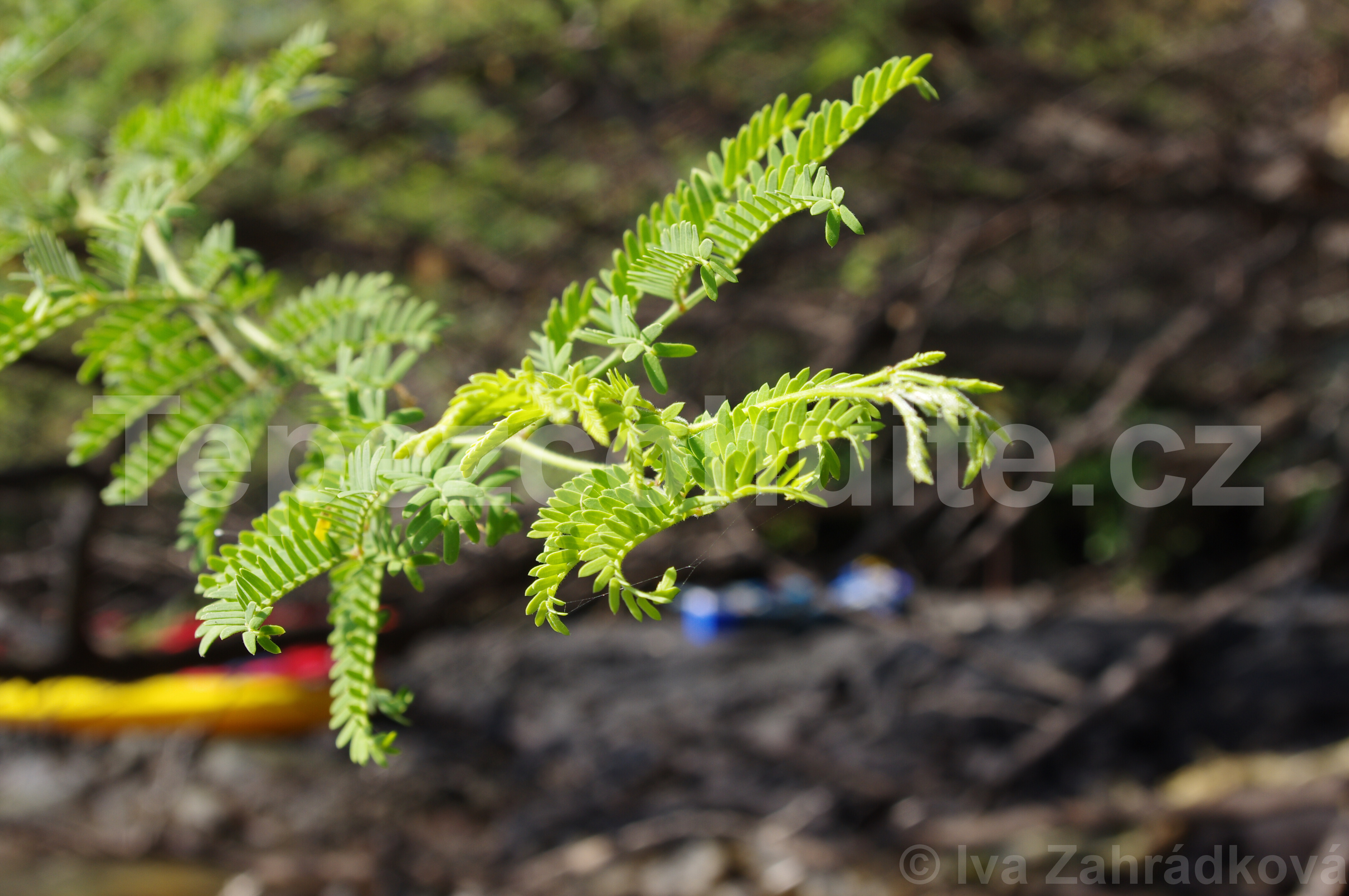
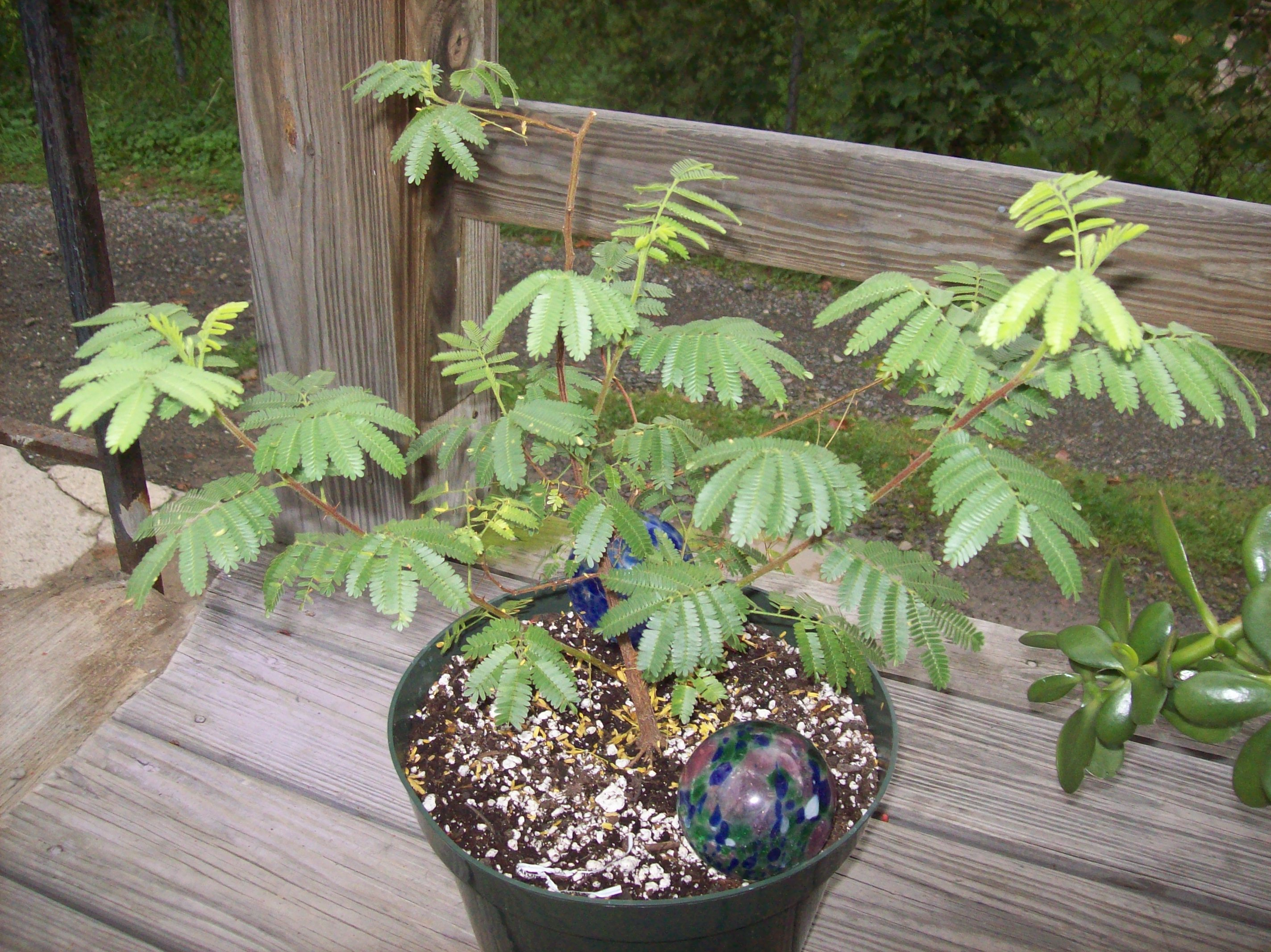
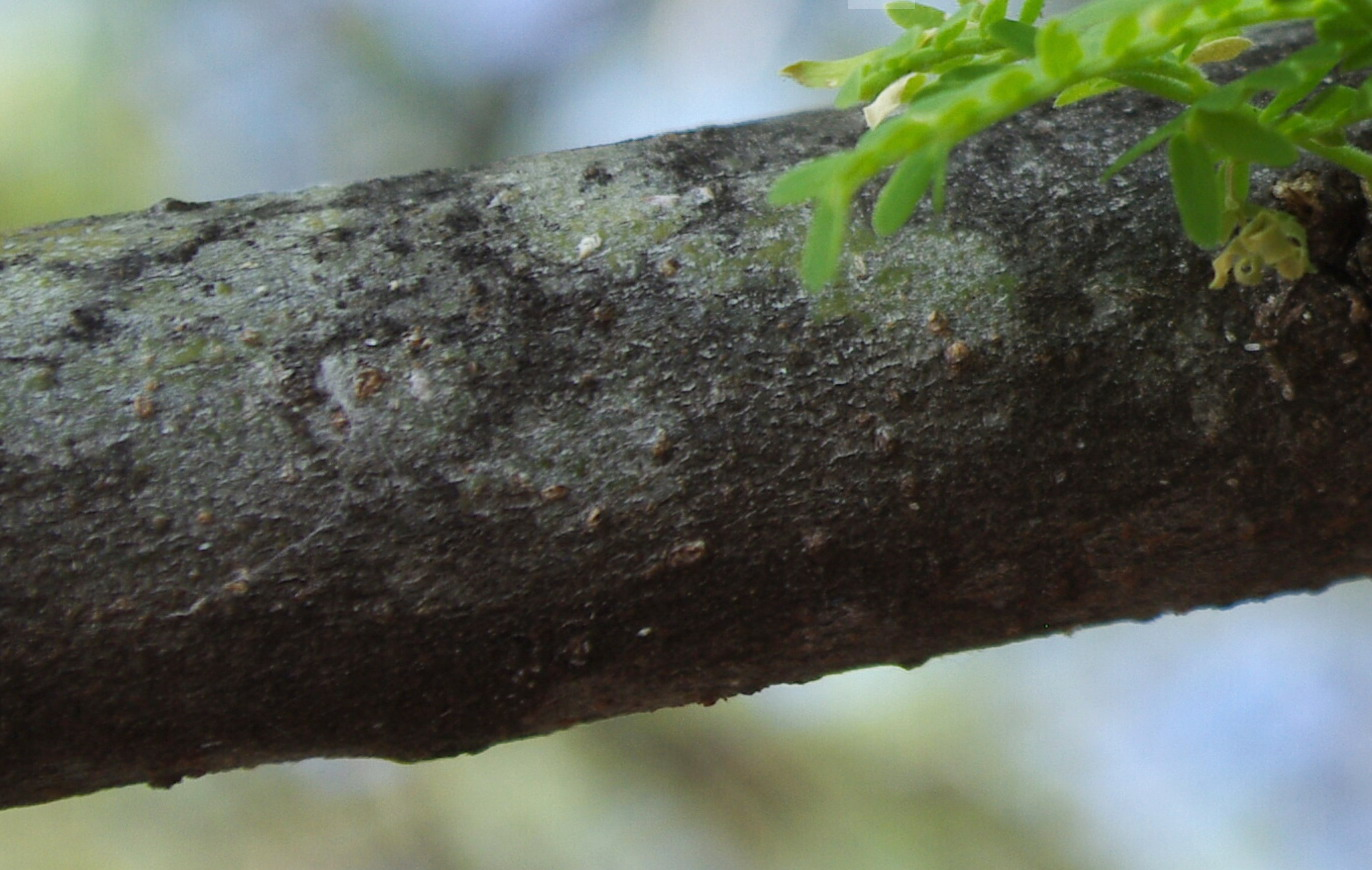
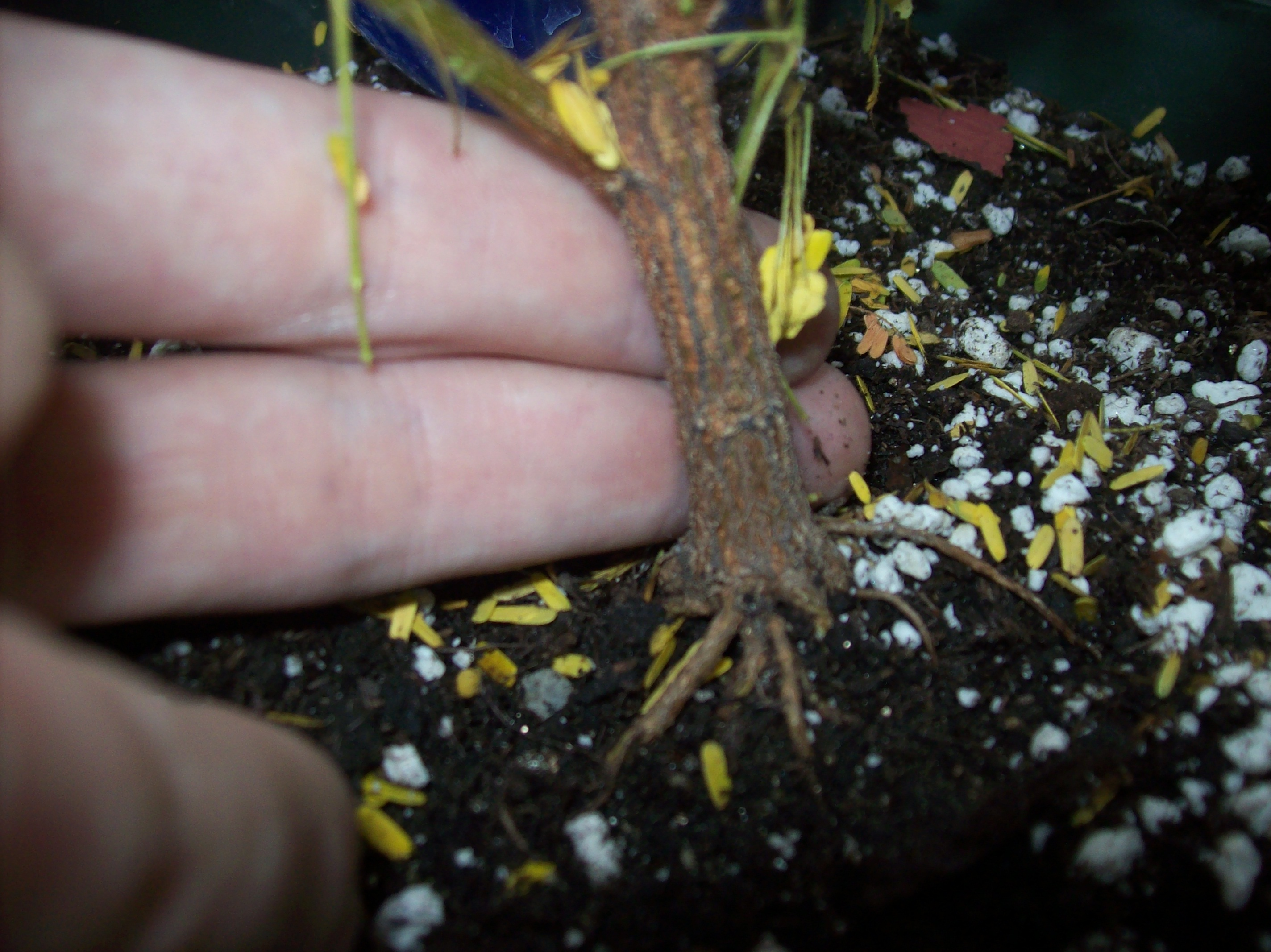
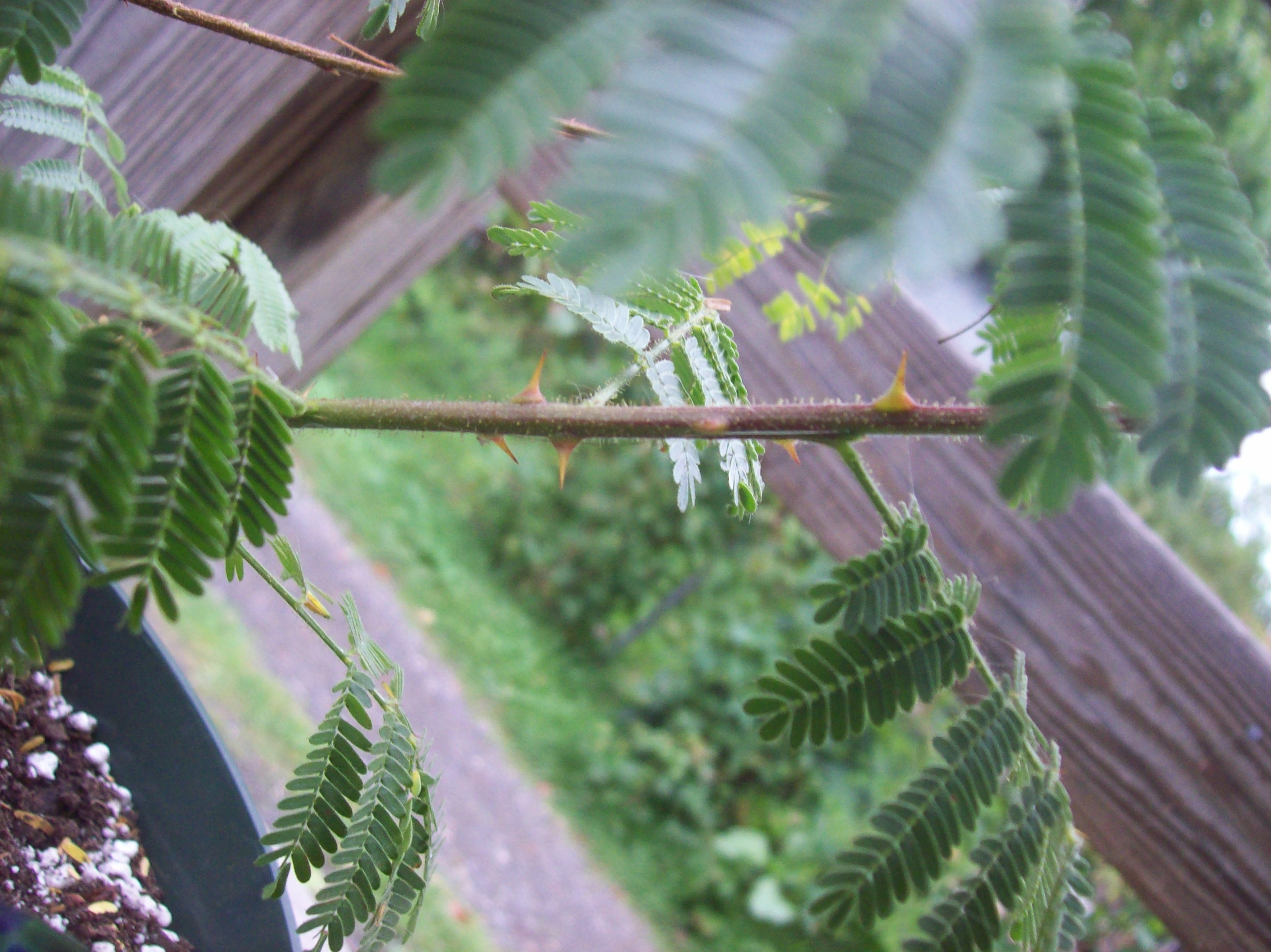